# Nordwestdeutsche Hochschulkonferenz
Die Nordwestdeutsche Hochschulkonferenz (auch Nordwestdeutsche Rektorenkonferenz oder Nordwestdeutscher Hochschultag) war eine Tagung der Rektoren der Universitäten und Hochschulen der Britischen Besatzungszone in Deutschland, die erstmals im September 1945 an der Universität Göttingen abgehalten wurde. Anders als bei späteren Rektorenkonferenzen nahmen an den Beratungen auch noch die Vertreter der staatlichen Hochschulverwaltungen gleichberechtigt teil. Ab 1947 tagten die Hochschultage der britischen und amerikanischen Zone gemeinsam. Im März 1949 entstand durch Hinzuziehung der Hochschulen der französischen Zone schließlich die Westdeutsche Rektorenkonferenz.

## Erste Nordwestdeutsche Hochschulkonferenz
Gustav Gassner, der Rektor der TH Braunschweig, berief auf Initiative von Rudolf Smend am 26./27. September 1945 die erste Hochschulkonferenz in Göttingen ein. Siegfried Müller beschrieb das dortige Klima als „euphorische Aufbruchsstimmung“. Die Naziherrschaft wurde als Desaster für die deutschen Universitäten bewertet und Begriffe wie „Selbstverwaltung“, „Freiheit von Forschung und Lehre“ sowie der Anspruch auf eine gewisse Autonomie kamen auf. Weitere Reformen, die durch die Briten angestrengt wurden, wie soziale Öffnung und demokratische Strukturen an den Universitäten, wurden von der Mehrheit der Professoren abgelehnt. Beim Problem der Wiederbesetzung der vakanten Stellen forderten die Briten, dass Professoren, die im Nationalsozialismus verdrängt wurden oder ausgewandert waren, bevorzugt werden sollten. Unter anderem Rudolf Smend plädierte für die Überprüfung von Rückberufungen, da einige nicht die Möglichkeit gehabt hätten, wissenschaftlich weiter zu arbeiten. Eine „unbedingte Verwendbarkeit für das neue Amt müsse vorliegen“. Das Thema der Hochschulautonomie wurde genutzt, um sich weiteren Diskussionen darüber zu entziehen. Da die Vertreter der Militärregierung aus der „Education Branch“, Major A. J. Beattie und James Mark, nahegelegten, die Rückberufungen als Beschluss zu fassen, wurde folgender Text formuliert:
„daß den auf Grund der nationalsozialistischen Gesetzgebung verdrängten oder ausgewanderten deutschen Hochschullehrern in allen geeigneten Fällen die Wiederherstellung ihres Charakters als deutscher Hochschullehrer, bei akademischer Verwendbarkeit ihre Verwendung in ihrem früheren Amt, wenn dies besetzt, in einem anderen gleichwertigen, bei verminderter akademischer Verwendbarkeit ihre sachgemäße Versorgung, insbesondere ihre Emeritierung zu gewähren ist. Ggf. sind den Betroffenen ihre früheren Stellen offen zu halten.“

## Weitere Sitzungen
Insgesamt fanden zwischen 1945 und 1949 folgende Sitzungen statt:
1. Göttingen 26./27. September 1945
2. Bünde 17./18. Dezember 1945
3. Goslar 25.–27. Februar 1946
4. Göttingen 28./29. Mai 1946
5. Bünde 16. August 1946
6. Bonn 24./25. September 1946
7. Bad Driburg 14. Februar 1947
8. Braunschweig 28. März 1947
9. Hamburg 22./23. April 1947
10. Bad Driburg 12./13. Juni 1947
11. Schönberg/Taunus 18./19. Juli 1947 (gemeinsamer Hochschultag mit der US-Zone)
12. Münster 9./10. September 1947 (gemeinsamer Hochschultag mit der US-Zone)
13. Hahnenklee 23./23. März 1948
14. Schönberg/Taunus 19./20. Mai 1948 (gemeinsamer Hochschultag mit der US-Zone)
15. Braunschweig 26. Juli 1948
16. Würzburg 6./7. November 1948 (gemeinsamer Hochschultag mit der US-Zone)
17. München 21./22. April 1949 (Umgründung zur Westdeutschen Rektorenkonferenz)